# Bitka pri White Plains
Bitka pri White Plains se je odvijala med kampanjo v New Yorku in New Jerseyju v ameriški revolucionarni vojni 28. oktobra 1776, blizu White Plainsa v New Yorku. Po umiku kontinentalne vojske Georgea Washingtona proti severu iz New Yorka je britanski general William Howe izkrcal čete v okrožju Westchester v New Yorku, z namenom, da bi Washingtonu prekinil pot za umik. Washington, opozorjen na to potezo, se je umaknil še dlje in se utrdil v vasi White Plains, vendar mu ni uspelo vzpostaviti trdnega nadzora nad lokalnim višavjem. Howejeve čete so Washingtonove čete pregnale z hriba blizu vasi; po tej izgubi je Washington ukazal Američanom, naj se umaknejo še dlje proti severu.
Kasnejši britanski premiki so Washingtona preganjali čez New Jersey in v Pensilvanijo. Washington je nato prečkal reko Delaware} in presenetil brigado hesenskih čet v bitki pri Trentonu 26. decembra.

## Ozadje
Britanski general William Howe se je po evakuaciji Bostona marca 1776 pregrupiral v Halifaxu v Novi Škotski in junija začel kampanjo za prevzem nadzora nad New Yorkom. Kampanja se je začela z neoviranimi izkrcanji na Staten Islandu v začetku julija. Britanske čete so 22. avgusta izvedle še eno neovirano izkrcanje na Long Islandu, južno od območij, kjer je kontinentalna vojska generala Georgea Washingtona organizirala pomembne obrambe okoli Brooklyn Heights.
Po izgubi bitke pri Long Islandu 27. avgusta sta general Washington in njegova vojska 9.000 vojakov pobegnila v noči z 29. na 30. avgust na otok York (kot so takrat imenovali Manhattan). General Howe je 15. septembra nadaljeval z izkrcanjem na Manhattanu, vendar je bil njegov napredek naslednji dan ustavljen v bitki pri Harlem Heights. Po neuspešnem izkrcanju pri Throggs Necku je 18. oktobra izkrcal čete z nekaj odpora pri Pell's Pointu, da bi začel obkolitveni manever, ki naj bi ujel Washingtonovo vojsko med to silo, njegove čete na Manhattanu in reko Hudson, ki so jo obvladovale vojaške ladje Kraljeve mornarice. Howe je postavil tabor v New Rochelleu, vendar so bili napredni elementi njegove vojske blizu Mamaronecka, le 7 milj (11 km) od White Plainsa, kjer je bilo slabo branjeno skladišče kontinentalne vojske.

## Predigra
20. oktobra je general Washington poslal polkovnika Rufusa Putnama na izvidniško misijo iz svojega tabora pri Harlemu Heights. Putnam je odkril splošno razporeditev britanskih čet in prepoznal nevarnost za vojsko in njene zaloge. Ko je to zvečer sporočil Washingtonu, je Washington takoj poslal Putnama z ukazom Lordu Stirlingu, čigar čete so bile najseverneje, naj takoj odkoraka v White Plains. V White Plains so prispeli 21. oktobra ob 9:00 zjutraj, čez dan pa so jim sledile druge enote vojske. Washington se je odločil umakniti večino vojske v White Plains, in pustil garnizijo 1.200 mož pod Nathanaelom Greenom, da brani Fort Washington na Manhattanu. Vojska generala Howa je napredovala počasi, z vojaki iz njegovega centra in desnega krila, ki so se premikali po cesti od New Rochelle do White Plains, medtem ko je enota lojalistov zasedla Mamaroneck. Slednje je tisto noč napadel odred čet Lorda Stirlinga pod Johnom Hasletom, ki je zajel več kot trideset ujetnikov in zaloge, vendar je utrpel več mrtvih in 15 ranjenih. Posledično je Howe premaknil elemente svojega desnega krila, da bi zasedel Mamaroneck. 22. oktobra je Howe dobil okrepitve z izkrcanjem dodatnih 8.000 vojakov pod poveljstvom Wilhelma von Knyphausena v New Rochelle.
Washington je 23. oktobra postavil svoj štab v hiši Elijah Miller v North White Plains in izbral obrambni položaj, ki ga je utrdil z dvema linijama jarkov. Jarki so bili postavljeni na dvignjenem terenu, zaščiteni na desni z močvirnatim terenom blizu reke Bronx, z bolj strmimi hribi v ozadju kot mestom za umik. Ameriška obramba je bila dolga 3 mi (4,8 km). Poleg tega, na desni, je bil Chattertonov hrib, ki je obvladoval ravnino, čez katero bi morali napredovati Britanci. Hrib so sprva zasedle milice, ki so štele nekaj sto mož, verjetno vključno z milico Johna Brooksa iz Massachusettsa.
24. in 25. oktobra se je Howova vojska premaknila iz New Rochelle v Scarsdale, kjer so postavili tabor, ki je pokrival vzhodni breg reke Bronx. Ta poteza je bila očitno narejena v upanju, da bodo ujeli kolono Charlesa Leeja, ki je moral spremeniti svojo pot proti White Plains in izvesti prisilni nočni pohod, da bi se jim izognil. Howe je ostal v Scarsdaleu do jutra 28. oktobra, ko so se njegove sile odpravile proti White Plains, z britanskimi četami na desni pod generalom Henryjem Clintonom in predvsem hessenskimi četami na levi pod generalom von Heisterjem.

## Sestava sil

### Britanci in Hesseni
Britanci
Vpletene britanske čete so vključevale:
- 16. polk (lahkih) dragoncev

- 17. polk (lahkih) dragoncev (1759)

- 1. bataljon, Gardna brigada

- 2. bataljon, Gardna brigada

- 5. pehotni polk (Northumberland Fusiliers)

- 23. pehotni polk (Royal Welsh Fusiliers)

- 27. pehotni polk

- 28. pehotni polk

- 35. pehotni polk

- 42. (Royal Highland, The Black Watch) pehotni polk

- 49. pehotni polk

- 52. pehotni polk

- 1. četa, 4. bataljon, Kraljeva artilerija

- 2. četa, 4. bataljon, Kraljeva artilerija

- 4. četa, 4. bataljon, Kraljeva artilerija (posebej pohvaljena v splošnih ukazih)

- 5. četa, 4. bataljon, Kraljeva artilerija (pohvaljena v splošnih ukazih)

- 8. četa, 4. bataljon, Kraljeva artilerija (pohvaljena v splošnih ukazih)

Hessijci
- Grenadirski polk von Rahl[26]

- Fusilirski polk von Knyphausen[26]

### Američani
Ameriške (kontinentalne) sile v bitki so vključevale:
- Spencerjeva divizija

- Parsonsova brigada pod brigadnim generalom Samuelom Holdenom Parsonsom

- 10. kontinentalni polk (6. Connecticut)

- 20. kontinentalni polk (20. Connecticut)

- 21. kontinentalni polk (Wardova milica)

- Wadsworthova brigada pod brigadnim generalom Jamesom Wadsworthom

- Gayev bataljon

- Douglasov bataljon

- Delawarski polk

- 1. newyorški polk

- 3. newyorški polk

- 1. marylandski polk

- 1. connecticutski polk (1775)

- Brooksova newyorška milica

- Grahamova massachusettska milica

## Bitka
Medtem ko je Washington pregledoval teren, da bi določil najboljše mesto za postavitev svojih čet, so ga sli opozorili, da Britanci napredujejo. Ko se je vrnil v svoj štab, je ukazal 2. connecticutskemu polku pod Josephom Spencerjem, naj upočasni britansko napredovanje in poslal Hasleta in 1. delawarski polk, skupaj z brigado Alexandra McDougalla (Rudolphus Ritzemov 3. newyorški polk, Charles Webbov 19. kontinentalni polk, William Smallwoodov 1. marylandski polk ter 1. in 2. newyorški polk), da okrepijo Chatterton Hill.
Spencerjeva sila je napredovala do položaja na stari York cesti pri Hart's corners (Hartsdale, New York) in tam so si izmenjali ogenj s Hessijci, ki jih je vodil polkovnik Johann Rall in so bili na čelu britanske leve kolone. Ko je Clintonova kolona ogrozila njihov bok, so bile te čete prisiljene v umik čez reko Bronx, ki je bil sprva urejen z vmesnimi postanki za streljanje izza kamnitih zidov, medtem ko je ogenj vojakov na Chatterton Hillu pokrival njihovo premikanje, vendar se je z pojavom dragoncev spremenil v beg.  Rallove čete so poskušale zavzeti hrib, vendar so bile odbite z ognjem Hasletovih čet in milice  in so se umaknile na bližnji hrib na isti strani reke. Ta usklajena obramba je ustavila celotno britansko vojsko, ki je manevrirala, kot da bo napadla celotno ameriško linijo. 
Medtem, ko sta se Howe in njegovo poveljstvo posvetovala, je hesdenska artilerija na levi odprla ogenj na hribovsko pozicijo, kjer jim je uspelo pregnati milico v paničen umik. Prihod McDougalla in njegove brigade jim je pomagal, da so se zbrali, in vzpostavljena je bila obrambna linija, z milico na desni in kontinentalci razporejenimi vzdolž vrha hriba.  Howe je končno izdal ukaze in medtem ko je večina njegove vojske čakala, je bil oddelek britanskih in hessenskih čet poslan, da zavzame hrib. 
Britanski napad je bil organiziran z hessenskimi polki, ki so vodili napad. Rall naj bi napadel ameriško desno, medtem ko naj bi hessenski bataljon pod polkovnikom Carl von Donopom (ki je sestavljal grenadirje Linsing, Mingerode, Lengereck in Kochler ter Donopov lastni lovski polk) napadel center. Britanska kolona pod generalom Alexander Leslijem (ki je sestavljala 5., 28., 35. in 49. pehotni polk) naj bi napadla desno. Donopova sila je imela težave pri prečkanju reke ali pa je bila neradna in elementi britanske sile so bili prvi, ki so prečkali. Rallov napad je razpršil milico na ameriški desni, kar je izpostavilo bok polkov Marylanda in New Yorka, ko so streljali z mušketami na britanske napadalce, kar je začasno ustavilo njihov napredek. Izpostavljenost njihovega boka jih je prisilila, da so začeli bojni umik, kar je postopoma prisililo preostanek ameriške linije, ki se je spopadla z drugimi segmenti britanske sile, da se je umaknila. Hasletov delawarski polk, ki je sidral ameriško levo, je zagotavljal pokrivni ogenj, medtem ko so se preostale čete umaknile na sever in so bile zadnje, ki so zapustile hrib.  Boj je bil intenziven in obe strani sta utrpeli znatne žrtve, preden so se kontinentalci disciplinirano umaknili. 

## Žrtve
John Fortescue (zgodovinar) v svoji knjigi History of the British Army navaja, da je Howe imel 214 britanskih in 99 hessenskih žrtev.  Vendar pa Rodney Atwood poudarja, da Fortescuejeva številka za Hessene vključuje vse hesenske žrtve od 19. do 28. oktobra in da je bilo dejansko le 53 teh žrtev utrpljenih v bitki pri White Plains.  Ta popravljena številka bi dala skupno 267 britanskih in hesenskih ubitih, ranjenih ali pogrešanih pri White Plains. Henry Dawson pa navaja Howejevo izgubo kot 47 ubitih, 182 ranjenih in štiri pogrešane.  Ameriške izgube  so nejasne. Theodore Savas in J. David Dameron navajata med 150 in 500 ubitih, ranjenih in ujetih. Samuel Roads navaja 47 mrtvih in 70 ranjenih. Henry Dawson ocenjuje 50 mrtvih, 150 ranjenih in 17 pogrešanih za McDougallove in Spencerjeve enote, vendar nima informacij o izgubah v Hasletovem polku.

## Posledice
Generala sta ostala na položaju dva dni, medtem ko je Howe utrdil položaj na Chatterton Hillu, Washington pa je organiziral svojo vojsko za umik v hribe. S prihodom dodatnih hessenskih in waldeških čet pod Lordom Percyjem 30. oktobra je Howe načrtoval napad na Američane naslednji dan. Vendar je cel naslednji dan močno deževalo in ko je bil Howe končno pripravljen za akcijo, se je zbudil in ugotovil, da mu je Washington spet ušel iz rok.
Washington je svojo vojsko umaknil v hribe na severu v noči na 31. oktober in postavil tabor blizu North Castleja v New Yorku. Howe se ni odločil za zasledovanje, ampak je neuspešno poskušal izzvati Washingtona. 5. novembra je svojo vojsko obrnil proti jugu, da bi dokončal izgon čet kontinentalne vojske z Manhattna, kar mu je uspelo z bitko pri Fort Washingtonu 16. novembra.
Washington je s večino svoje vojske sčasoma prečkal reko Hudson pri Peekskillu v New Yorku, pri čemer je pustil polke iz Nove Anglije, da varujejo skladišča zalog in pomembne prehode čez reko. Kasneje so ga britanska gibanja preganjala čez New Jersey in v Pensilvanijo, Britanci pa so vzpostavili verigo postojank po New Jerseyju. Washington, ki je videl priložnost za zmago, da bi dvignil moralo naroda in vojske, je prečkal reko Delaware in presenetil Rallove čete v bitki pri Trentonu 26. decembra.

## Zapuščina
Vsako leto na ali blizu obletnice dogodka White Plains Historical Society gosti spominsko slovesnost v Jacob Purdy House v White Plainsu v New Yorku. Dve ladji v mornarici Združenih držav sta bili poimenovani po bitki pri White Plainsu. USS White Plains (CVE-66) je bila spremljevalna letalonosilka v drugi svetovni vojni. USS White Plains (AFS-4) je bila bojna oskrbovalna ladja, ki je bila razgrajena leta 1995.
Po mnenju nekaterih zgodovinarjev je Brezglavi jezdec, upodobljen v kratki zgodbi Washingtona Irvinga "Legenda o Speči dolini", bil navdihnjen z resničnim hesenskim vojakom, ki  je med topovskim ognjem izgubil glavo.
- ~ Bitka pri White Plains ~
150. obletnica dvocentne rdeče petnajststoletne izdaje 1926–1932 iz leta 1926
- USS White Plains CVE-66}}

## Bibliograpfija
- Alden, John (1989). A History of the American Revolution. Da Capo Press. ISBN 978-0-306-80366-6.
- Atwood, Rodney (1980). The Hessians: Mercenaries from Hessen-Kassel in American Revolution. Cambridge University Press. ISBN 0-8061-2530-6.
- Dawson, Henry Barton (1886). Westchester County, New York in the American Revolution. Morrisania, New York: self-published. str. 259. chatterton.
- Boatner, Mark Mayo (1966). Cassell's Biographical Dictionary of the American War of Independence, 1763–1783. London: Cassell and Company, Ltd.
- Major Francis Duncan (1873). History of the Royal Regiment of Artillery, Volume II. London: John Murray.
- Fischer, David Hackett (2004). Washington's Crossing. New York: Oxford University Press. ISBN 978-0-19-517034-4. OCLC 186017328.
- Greene, Francis Vinton (1911). The Revolutionary War and the Military Policy of the United States. Charles Scribner's Sons. Arhivirano iz prvotnega spletišča dne 19. julija 2009. Pridobljeno 24. avgusta 2017.
- Lengel, Edward (2005). General George Washington. New York: Random House Paperbacks. ISBN 9781400060818.
- Roads, Samuel Jr. (1880). The History and Traditions of Marblehead. Boston: Osgood.
- Savas, Theodore P.; Dameron, J. David (2006). A Guide to the Battles of the American Revolution. New York and El Dorado Hills, CA: Savas Beattie LLC. ISBN 978-1-932714-12-8.
- Schecter, Barton (2002). The Battle for New York. New York: Walker. ISBN 0-8027-1374-2.
- Digby Smith, Kevin E. Kiley, and Jeremy Black (2017). An Illustrated Encyclopedia of Uniforms of the American War of Independence. London: Lorenz Books. ISBN 978-0-7548-1761-1.
- »White Plains Historical Society Event Calendar«. White Plains Historical Society. Arhivirano iz prvotnega spletišča dne 30. oktobra 2010. Pridobljeno 17. decembra 2009.